# LaGena Hart
LaGena Hart (* 25. Februar 1961 in Charlotte, North Carolina als LaGena Anne Lookabill) ist eine US-amerikanische Schauspielerin.

## Leben und Karriere

### Leben
Sie schloss ihr Studium 1979 an der „South Mecklenburg High School“ in Charlotte, North Carolina, unter den besten ein Prozent ihrer Klasse ab und gewann zwei Stipendien an der „North Carolina State University“ für Chemieingenieurwesen und Textilchemie. Sie besuchte ein Jahr lang die NC State und erreichte während ihres Aufenthalts einen Notendurchschnitt von 3,9. Anschließend wechselte sie in ihrem zweiten Jahr an die „University of North Carolina“ in Chapel Hill, wo sie ein Doppelstudium in Psychologie und Schauspielkunst absolvierte. 1984 schloss sie ihr Studium an der UNC mit Auszeichnung ab.
Hart ist eine ehemalige „Miss North Carolina“ und „Miss Hawaiin Tropic“.
Seit dem 14. Februar 1990 ist Hart mit Daniel Greene verheiratet, der ebenfalls als Schauspieler tätig ist. Heute lebt sie in ihrem Geburtsort Charlotte.

### Karriere
LaGena Hart spielte 1983 ihre erste Rolle in der Miniserie Die Polizei-Chiefs von Delano. Im Jahr 1984 trat sie in vier Fernsehserien namens Mike Hammer, Ein Colt für alle Fälle, Dallas und Mode, Models und Intrigen in je einer Folge auf. 1985 spielte sie die Rolle der „Lori Mordente“ in Das A-Team, nachdem sie zuvor in einer Episode der Fernsehserie Die Fälle des Harry Fox mitgespielt hatte. In ihrem ersten Film Crystal Heart (1986) übernahm sie den Part der Jasper. Nachdem sie 1986 in Remington Steele ihre letzte Rolle in einer Fernsehserie gespielt hatte, war sie von nun an in einigen Filmen zu sehen, darunter Geldgier (1987) und Born to Race (1988). 2001 hatte sie in einer Nebenrolle in Schwer verliebt ihren letzten Auftritt vor der Kamera.

## Filmografie
- 1983: Die Polizei-Chiefs von Delano (Fernsehserie, 1 Folge)
- 1984: Mike Hammer (Fernsehserie, 1 Folge)
- 1984: Ein Colt für alle Fälle (Fernsehserie, 1 Folge)
- 1984: Dallas (Fernsehserie, 1 Folge)
- 1984: Mode, Models und Intrigen (Fernsehserie, 1 Folge)
- 1985: Die Fälle des Harry Fox (Fernsehserie, 1 Folge)
- 1985: Das A-Team (Fernsehserie, 2 Folgen)
- 1985: Chefarzt Dr. Westphall (Fernsehserie, 1 Folge)
- 1985: 1st & Ten (Fernsehserie, 1 Folge)
- 1986: Crystal Heart
- 1986: Hitchhiker – Unglaubliche Geschichten (Fernsehserie, 1 Folge)
- 1986: Remington Steele (Fernsehserie, 1 Folge)
- 1986: Crazy Airforce
- 1987: Der Berserker (Number One with a Bullet)
- 1987: Geldgier
- 1987: Eine super Familie (Fernsehfilm)
- 1988: Born to Race
- 1994: Flammende Leidenschaft
- 2001: Schwer verliebt